# Xenolytus reflexus
Xenolytus reflexus là một loài tò vò trong họ Ichneumonidae.